# Perga
Perga ali Perge (grško Πέργη Perge, turško Perge) je bila mesto v antični Anatoliji, v današnji Turčiji, nekoč prestolnica Pamfilije Secunda, zdaj v provinci Antalya na jugozahodni sredozemski obali. Danes je to velik prostor antičnih ruševin 15 km vzhodno od Antalye na obalni ravnici. Akropola sega v bronasto dobo. 

## Zgodovina
Perga je bilo staro in pomembno mesto Pamfilije, med rekama Catarrhactes in Cestrus (turško Aksu Çayı). 
Pogodba med hetitskim velikim kraljem Tudalijem IV. in njegovim vazalom, kraljem Tarhuntasejem, je opredelila zahodno mejo v mestu "Parha" in "reki Kastarayi". Predpostavlja se, da je reka klasična Cestrus. Zahodno od Parhe je bila "dežela Lukka ". Parha je verjetno govorila pozno luvijansko narečje, kot Likijci in neo-hetitsko kraljestvo.
Perge se vrača v zgodovino kot pamfilijsko grško mesto, Pamfilija pa ponovno spada pod zaporedno vlado Perzijcev, Atencev in Perzijcev. Aleksander Veliki je po zasedbi Faselisa zasede tudi Perge. Cesta med tema mestoma je opisana tako dolga in težka. Aleksandrovo vladavino je nasledil diadoh Selevkidov, nato Rimljani.
Perga se je spoznala za čaščenjem Artemide, katere tempelj je stal na griču zunaj mesta, v njeno čast so tam praznovali letne praznike. Kovanci Perge predstavljajo tako boginjo kot njen tempelj.
Leta 46., v skladu z Apostolskimi deli, je sveti Pavel odpotoval v Pergo, od tam je nadaljeval v Antiohiijo v Pizidiji, nato pa se vrnil v Pergo, kjer je oznanjal Božjo besedo (Dela 14:25). Potem je zapustil mesto in odšel v Attaleio.
Ker se je Cestrus utrdil v pozni rimski dobi, je Perga nazadovala v sekularno mesto. V prvi polovici 4. stoletja je v času vladavine Konstantina Velikega (324-337) postala Perga pomembno središče krščanstva, ki je kmalu postalo uradna religija rimskega cesarstva. Mesto je ohranilo status krščanskega centra v 5. in 6. stoletju.
Najstarejši antični prebivalec Perge, matematik Apolonij (c. 262. do 190 pr. n. št.), je tukaj živel in delal. Napisal je osem knjig, ki opisujejo družino krivulj, znanih kot stožnice, ki obsegajo krožnivo, elipso, parabolo in hiperbolo. 

### Cerkvena zgodovina
Sveti Pavel apostol in njegov spremljevalec sveti Barnaba sta dvakrat obiskala Pergo, kot je zapisano v biblični knjigi Apostolska dela med svojim prvim misijonskim potovanjem, kjer sta pridigala,  preden sta odšla v Attalio (sodobno mesto Antalya), 15 km proti jugozahodu, proti Antiohiji.
Pavel in Barnaba sta med prvim misijonskim potovanjem prišla v Perge, verjetno pa sta tam ostala le kratek čas in tam se ne zdi, da sta tam pridigala; tam je apostol Marko-Janez zapustil Pavla in se vrnil v Jeruzalem. Ko se je vrnil iz Pizidije, je Pavel pridigal v Pergi.
Sveta Matrona iz Perge je v 6. stoletju postala svetnica, znana po začasni preobleki, da bi se izognila svojemu žaljivemu možu. Prav tako je znana kot nasprotnica monofizitistične politike cesarja Anastazija I.  Matrona se je skrivala v samostanu sv. Bassiona kot evuh Babylos. Ko so jo razkrili, je bila poslana v ženski samostan, kjer je bila vodja samostana. Bila je znana po čudežnem zdravljenju. Šla je v Konstantinopel, da bi ustanovila samostan. Sveta Matrona je umrla v starosti 100 let. Njeno življenje je bilo povedano po vita primi, katere avtor in natančno časovno obdobje ostajajo skrivnost. 
Grška Notitiae episcopatuum omenja mesto kot metropolis Pamphylia Secunda do 13. stoletja. Le Quien omenja imena 11 škofov. 
Nič več naseljena, je danes mesto vključeno na seznam naslovne škofije. 
Perga je ostala naseljena vse do ustanovitve seldžuškega cesarstva, približno leta 1000.

## Arheologija
Perga je danes arheološko najdišče in turistična atrakcija. Od leta 1946 so bila številna izkopavanja in odkritja. Antične Perge, eno glavnih mest v Pamfilije, je med rekama Catarrhactes (Düden Nehri) in Cestrus (Aksu), 60 stadijev (približno 11,1 km) od ustja slednje; mesto je v sodobni turški vasi Murtana, prej v osmanskem vilayetu Konya. Njene ruševine vključujejo gledališče, palestro, Artemidin tempelj in dve cerkvi. Artemidin tempelj je bil zunaj mesta. Veliko kovancev v mestu kaže tako boginjo kot njeno svetišče. 
Drugo veliko starodavno mesto na območju je Selge, Pizidija, je približno 20 km severovzhodno.
Perge je bilo poimenovano kot »drugi turški Zeugma« za privlačen videz mozaikov, ki so bili do sedaj odkriti. Leta 2003 so arheologi odkrili dobro ohranjene grške mozaike, ki so prikazovali Okeana in Meduzo. Leta 2017 je bil odkrit mozaik, ki prikazuje žrtvovanje Ifigenije. 
- Stebri agore
- Rimsko gledališče
- Palaestra pred rimskim kopališčem
- Caldarium v rimskem kopališču
- Helenistična mestna vrata
- Nimfej